# Chassalia porcata
Chassalia porcata är en måreväxtart som först beskrevs av Ian Mark Turner, och fick sitt nu gällande namn av Aaron Paul Davis. Chassalia porcata ingår i släktet Chassalia och familjen måreväxter. Inga underarter finns listade i Catalogue of Life.